# Prvić (Krk)
Prvić ist eine Insel im Adriatischen Meer und Teil des Kvarners. Sie liegt in der kroatischen Gespanschaft Primorje-Gorski kotar.

## Geographie
Prvić liegt zwischen den beiden großen Inseln Krk und Rab. An der engsten Stelle des Velebit-Kanals beim nördlichen Ufer des Velebit beträgt der Abstand zwischen dem Festland und der Insel vier Kilometer. Ungefähr drei Kilometer südlich von Prvić befindet sich der Goli Otok, auf dem früher ein jugoslawisches Hochsicherheitsgefängnis lag. Der höchste Punkt auf der Insel wird von der Regionalbevölkerung Šikovac genannt und ist 363 m hoch. Auf der Insel weht meist ein Nordostwind (Bora).
Heute ist die Insel die größte unbewohnte Insel in der Adria, bis vor kurzem wohnte die Besatzung des Leuchtturms auf der Insel.
Rund um die Insel befinden sich verschiedene Tauchplätze die durch ihre Artenvielfalt zahlreiche Taucher aus umliegenden Tauchbasen anlocken. 

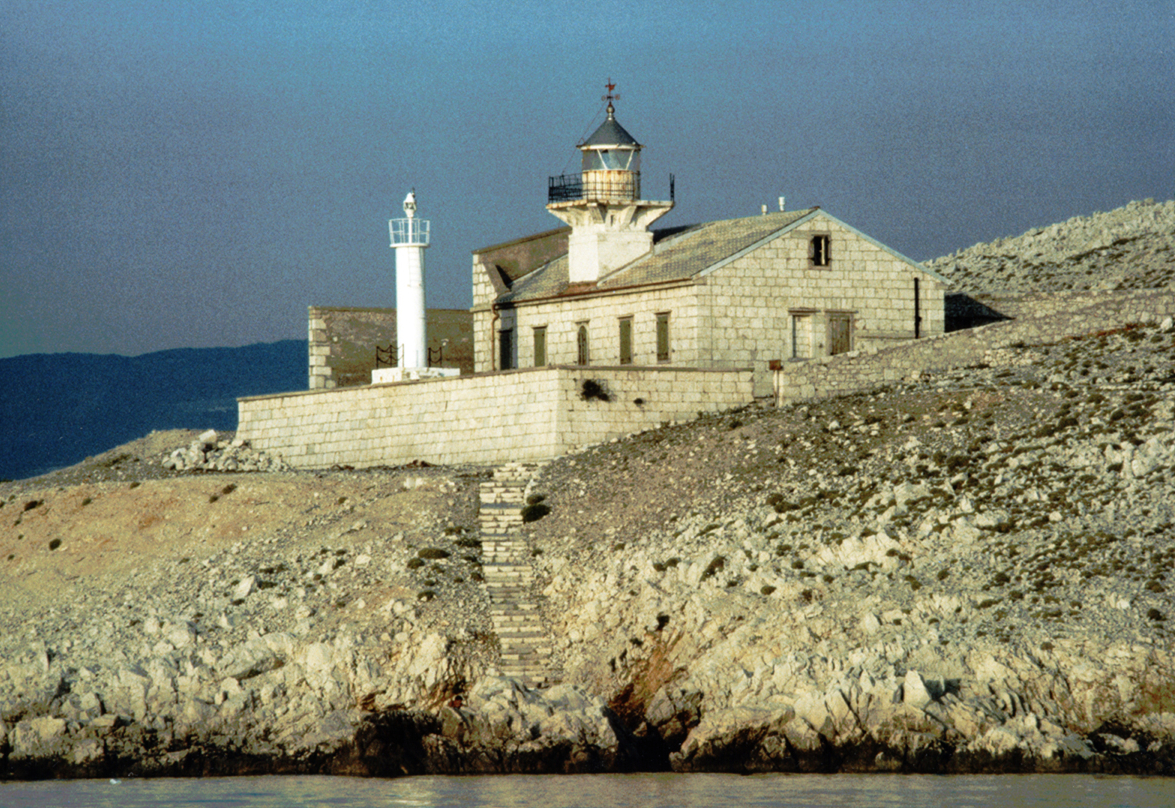
Leuchtturm auf der Insel.